# Xã Moundville, Quận Vernon, Missouri
Xã Moundville (tiếng Anh: Moundville Township) là một xã thuộc quận Vernon, tiểu bang Missouri, Hoa Kỳ. Năm 2010, dân số của xã này là 788 người.